# Vahid Mirzadeh
 Vahid Mirzadeh, nacido el 28 de diciembre de 1986, es un tenista profesional de Estados Unidos.Su ranking más alto a nivel individual fue el puesto N.º 806, alcanzado el 5 de noviembre de 2007. A nivel de dobles alcanzó el puesto N.º 184 el 22 de julio de 2013.
Participa principalmente en torneos futures y en el circuito ATP Challenger Series y sobre todo en la modalidad de dobles.
Ha ganado hasta el momento 6 torneos futures en dobles.

## Títulos ATP; 0

### Individuales(0)
| Legenda                   |
| Grande Slam (0)           |
| ATP World Tour Finals (0) |
| ATP Masters 1000 (0)      |
| ATP World Tour 500 (0)    |
| ATP World Tour 250 (0)    |
| ATP Challenger Series (0) |
| Futures (0)               |

### Dobles (0)
| Legenda                   |
| Grande Slam (0)           |
| ATP World Tour Finals (0) |
| ATP Masters 1000 (0)      |
| ATP World Tour 500 (0)    |
| ATP World Tour 250 (0)    |
| ATP Challenger Series (0) |
| Futures (6)               |